# 혼다 피트
혼다 피트는 일본의 자동차 제조사인 혼다 기연 공업에서 2001년부터 제작 및 판매하는 소형차이다.

## 1세대

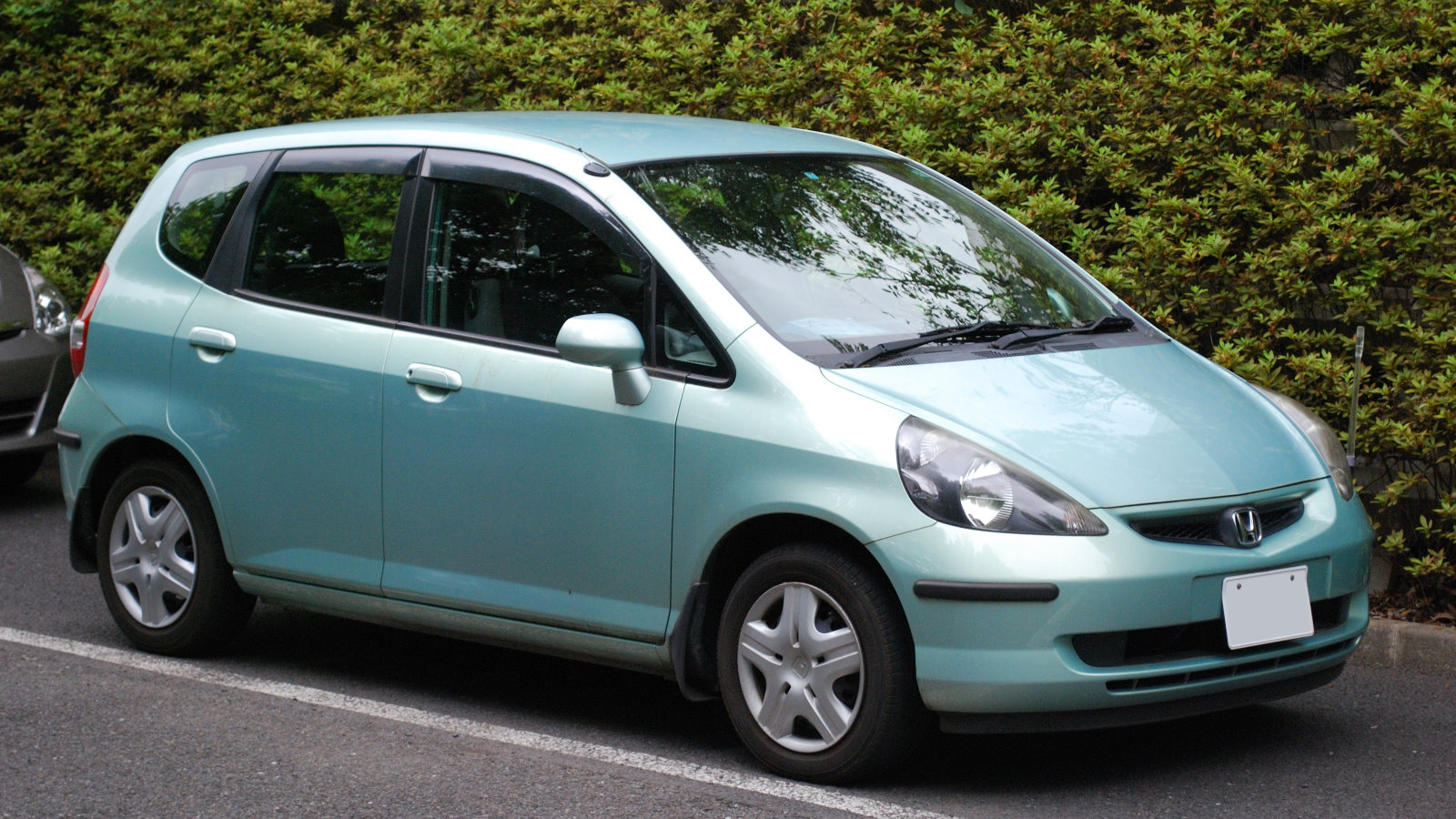
피트 전기형 전면부

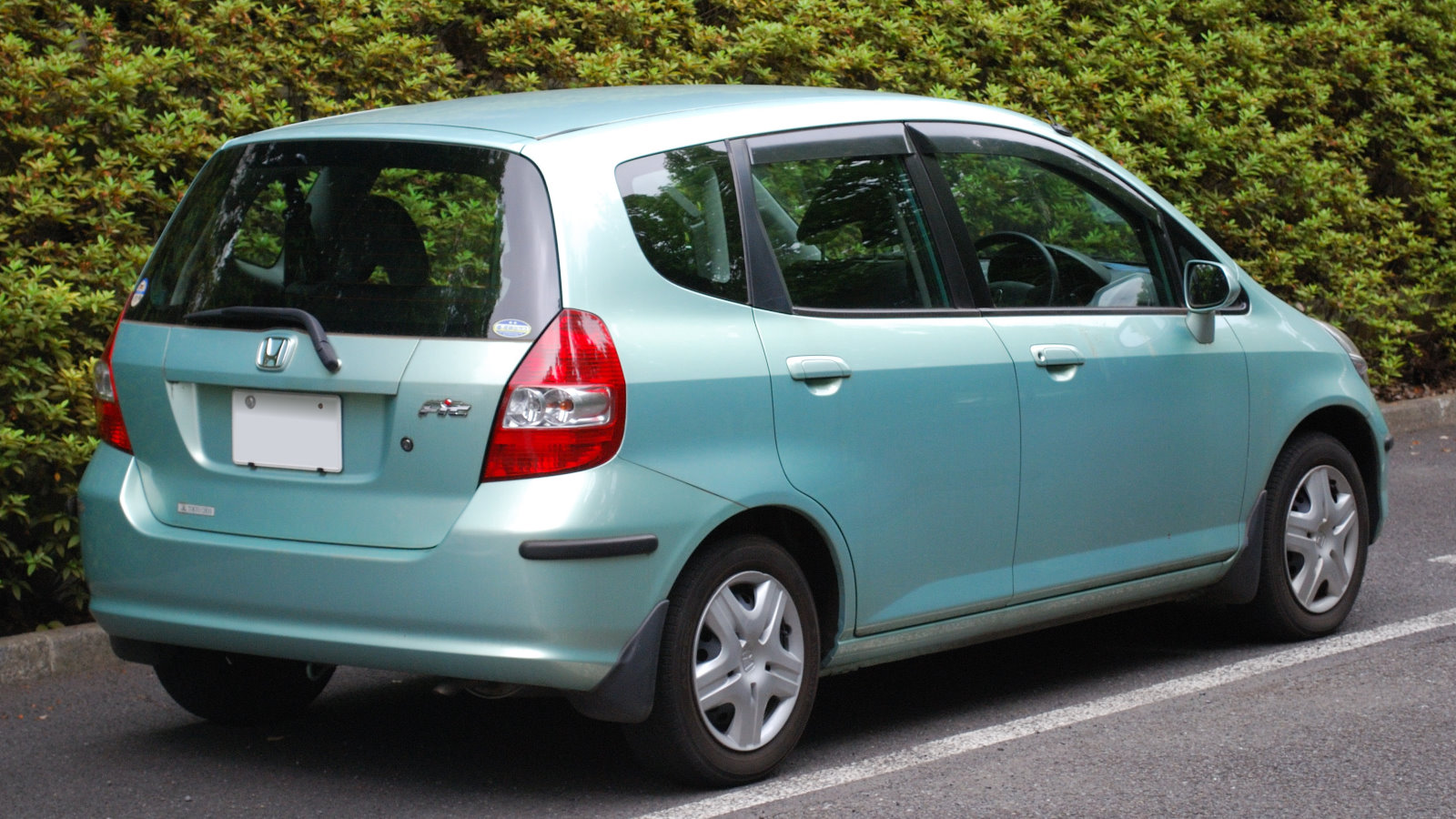
피트 전기형 후면부

2001년 6월 21일에 로고의 후속으로 출시되었다. 센터 탱크 레이아웃을 채용한 글로벌 스몰 플랫폼을 최초로 적용한 차량이며, 피트 이후에 나오는 소형차 및 준중형차에도 적용되었다. 발매 초기에는 i-DSI를 적용한 L13A형 엔진과 CVT만 존재하였으나, 1.5 L VTEC 사양의 L15A형 엔진과 혼다 멀티매틱 S+7 스피드 모드(7단 자동 변속 모드)가 추가되었다. 또 1.5L의 FF 사양에는 5단 수동변속기도 추가되었다. 출시 초기부터 높은 인기를 보여서 동년 11월 15일에는 2001-2002 일본 카 오브 더 이어를, 11월 20일에는 2002 RJC 자동차 오브 더 이어를 수상하였고, 2002년 7월 4일에는 발매로부터 1년 이내에 누계 판매량 20만 대를 달성하였다. 2004년 6월 10일에 마이너체인지를 거쳤으며, 2005년 4월 14일에는 양팔이 불편한 사람을 위해 양발로 운전할 수 있는 발동 운전 보조 장치 Honda 프란츠 시스템을 탑재 차량을 추가하였다. 2007년에 2세대가 출시되면서 단종되었다. 피트는 국내 시장 뿐만 아니라 해외에서도 높은 인기를 끌어서, 2007년 6월 말에 세계 누계 판매량 200만 대를 달성하였다.

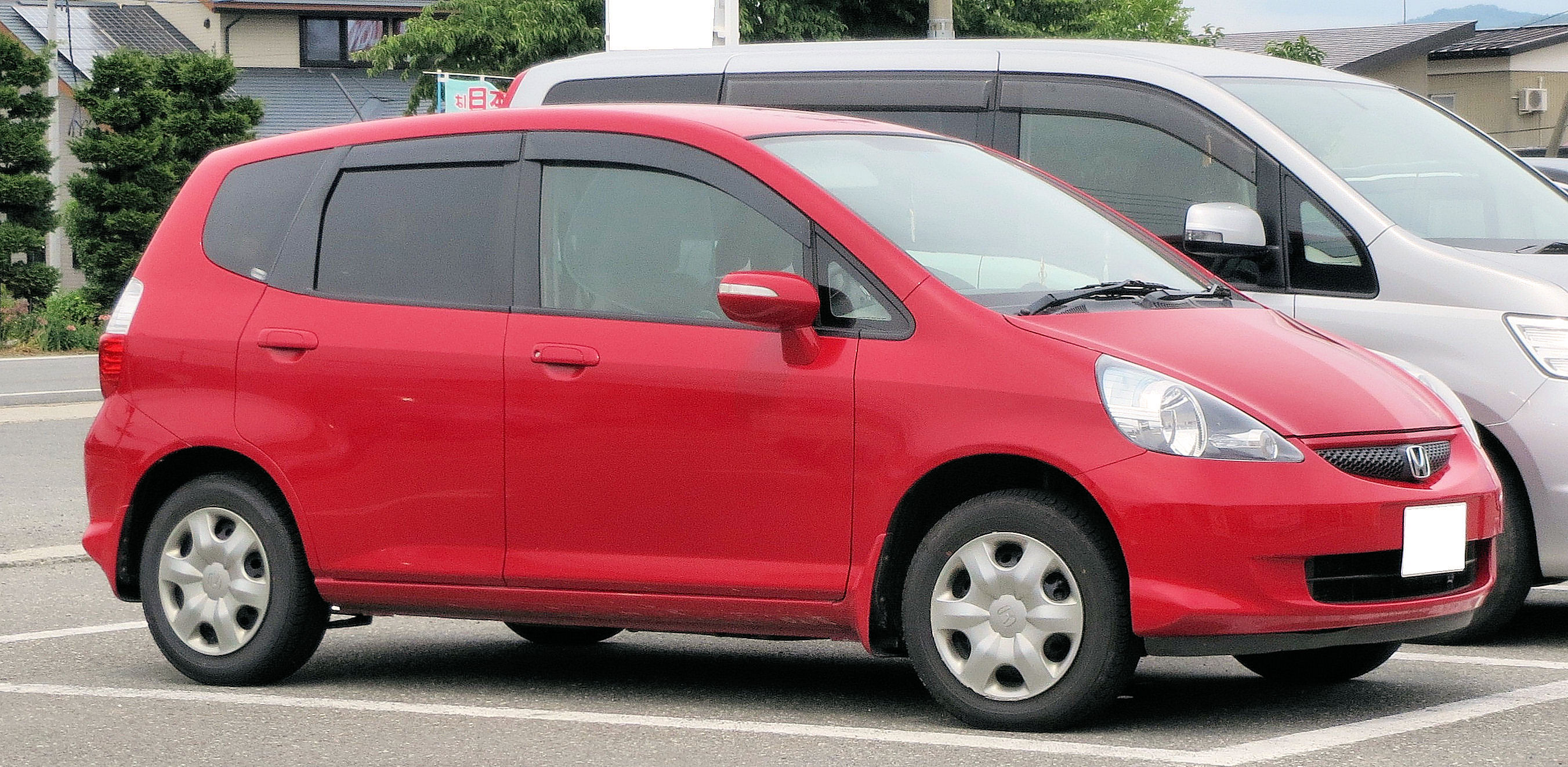
피트 후기형 전면부
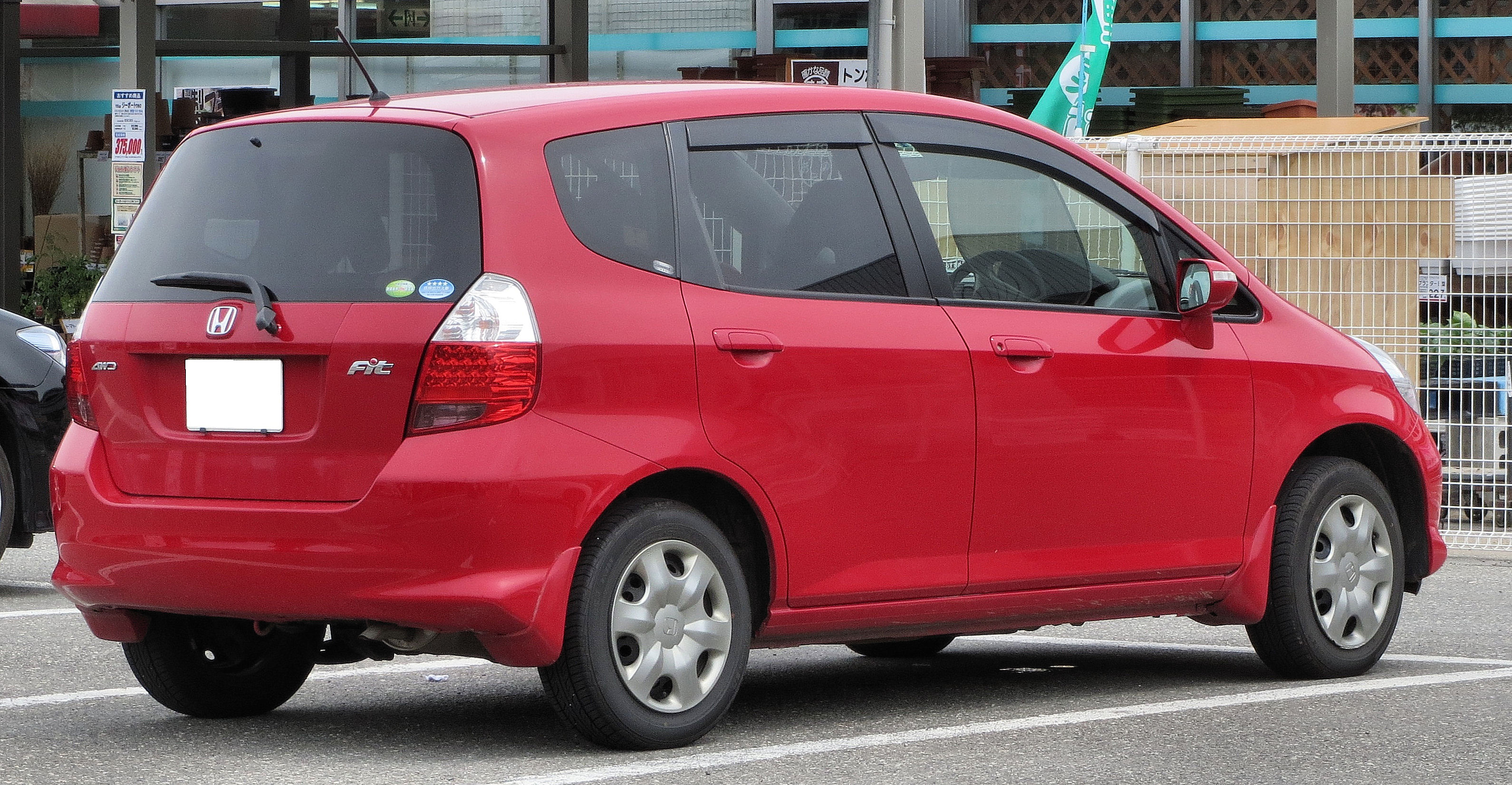
피트 후기형 후면부

## 2세대

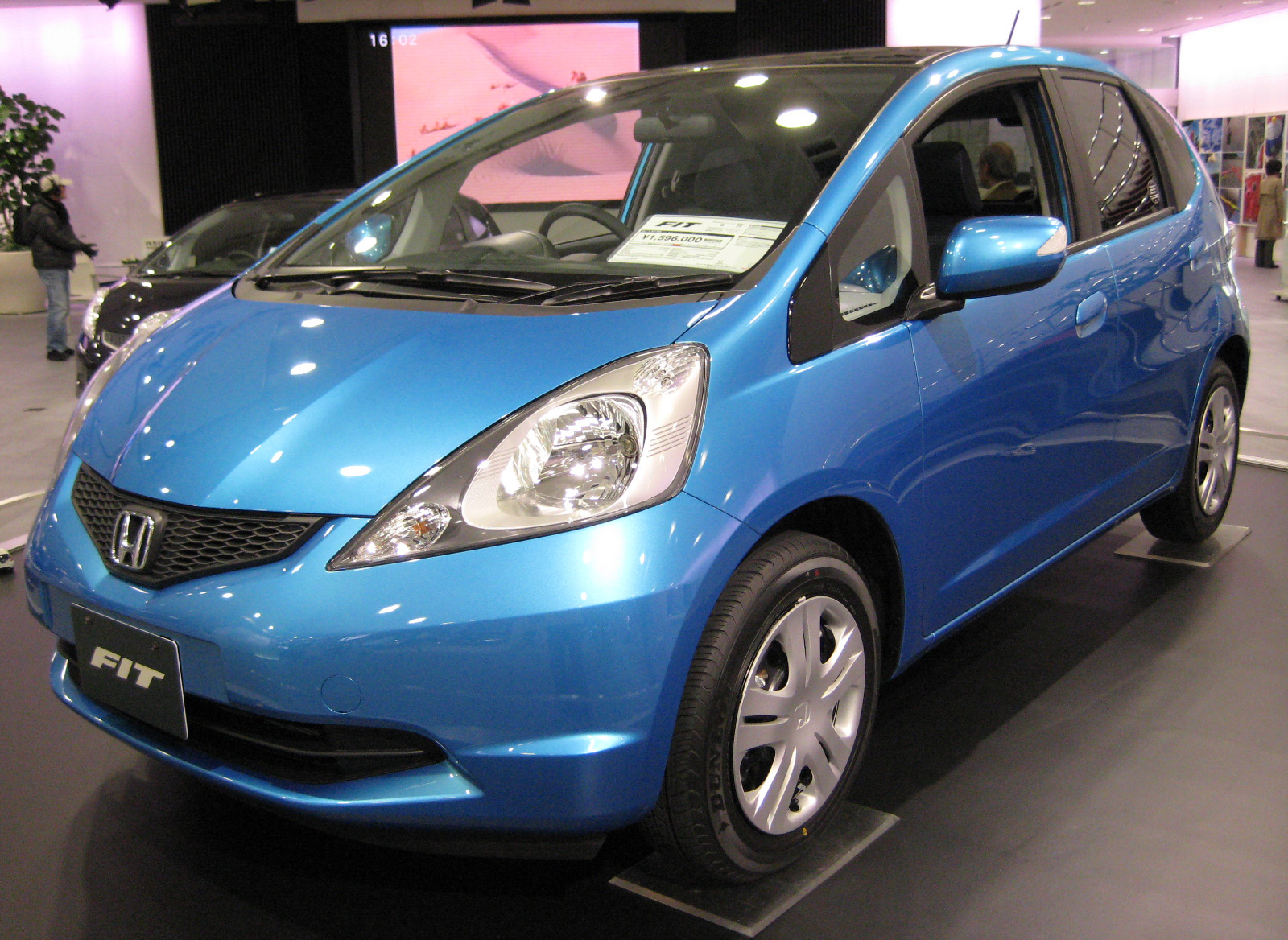
피트 전기형 전면부

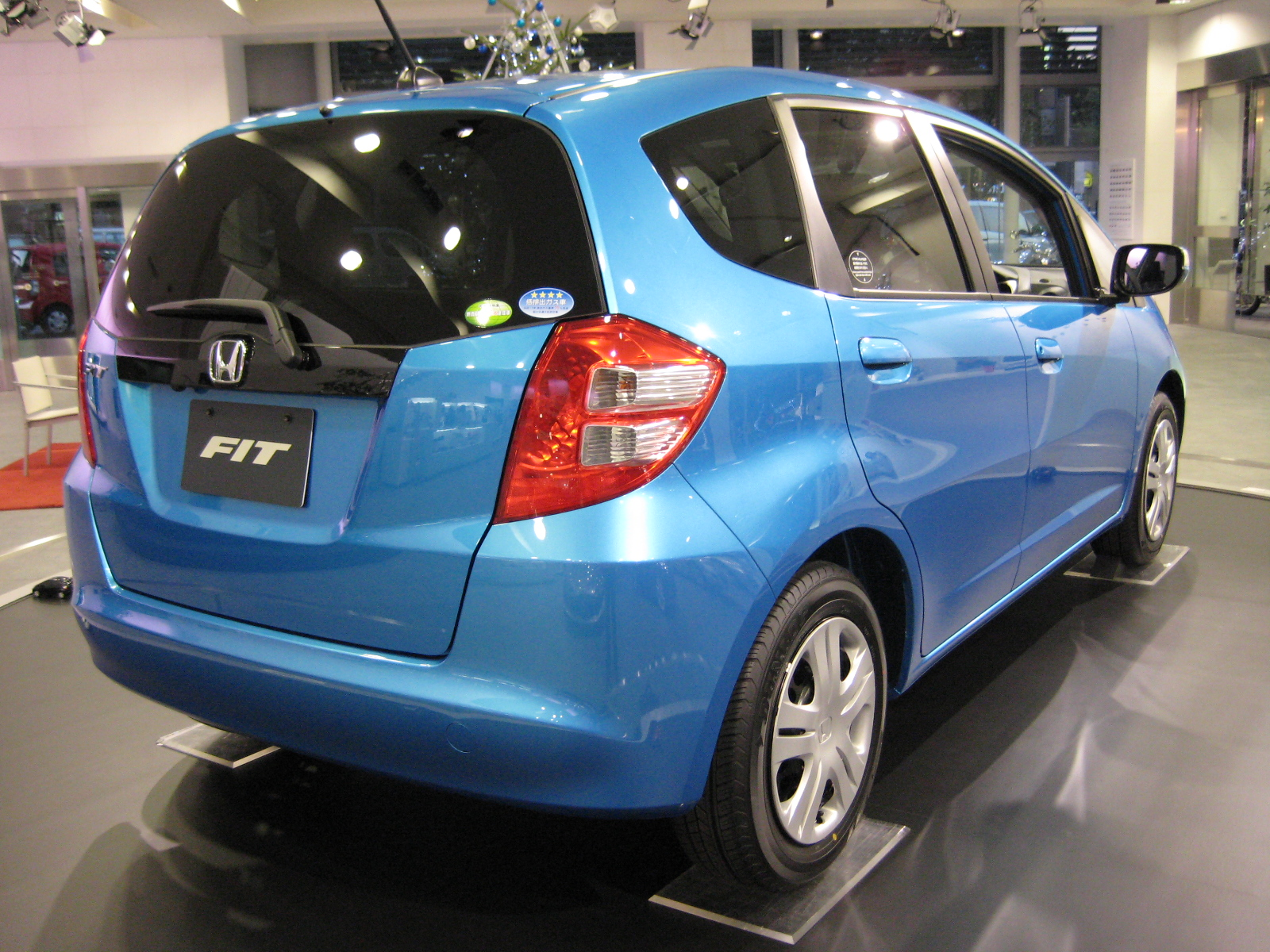
피트 전기형 후면부

2007년 10월 18일에 출시되었다. 전 세대보다 크기를 더욱 키워 5넘버 기준을 꽉 채웠고, 전 세대의 킵 컨셉의 디자인을 베이스로 선명함과 유려함을 도입해 남성층에게도 어필함으로써 이전처럼 대히트를 거두었다. 엔진은 기존과 같이 L13A과 L15A 엔진으로 구성되었지만, i-VTEC 사양으로 변경되었다. 트랜스미션은 FF는 CVT, 4WD는 5단 자동변속기였으며, RS는 FF 모델에 5단 수동변속기를 선택할 수 있었다. 2009년 6월 10일에는 인도 시장에도 재즈가 투입되었으며, 파워 트레인은 1.2L i-VTEC 엔진과 5단 MT으로만 구성되었다. 또한 동년 10월 7일에는 영국 스윈던 공장에서도 현지생산이 시작되었다. 2010년 10월 8일에 마이너체인지를 거쳤으며, 피트 하이브리드도 추가되었다. 동년 11월 18일에는 로스앤젤레스 모터쇼에서 피트 EV 컨셉트를 발표하였다. 2011년에는 출시 10주년을 기념하여 8월 22일과 10월 13일에 특별 사양 모델을 발매하였으며, 11월 17일에 로스앤젤레스 모터쇼에서 피트 EV의 양산형 모델을 발표하였다. 피트 EV는 2012년 8월 31일부터 판매가 개시되었으며, 주로 지자체나 기업을 상대로 판매하였다. 기존 모델과는 독자적인 디자인을 적용하였으며, 색상은 신색인 리플렉션 블루・펄만 있었고 전폭은 1,720mm를 기록하여 피트 중 유일하게 3넘버 차량이 되었다. 2013년 4월 4일에는 피트의 일본 국내 누계 판매 대수가 200만 대를 돌파하였으며, 동년 9월에 3세대가 발매됨에 따라 단종되었다.

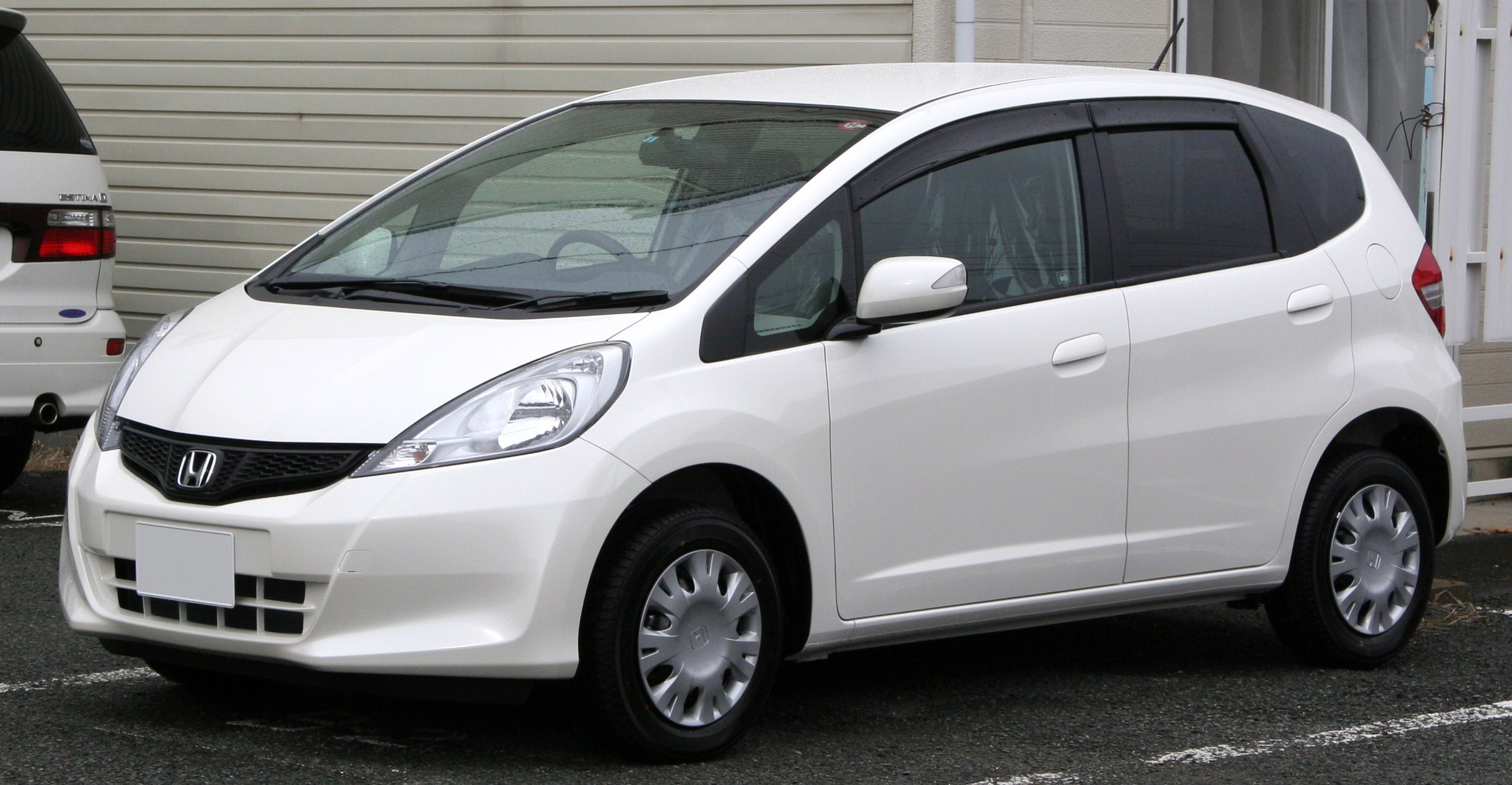
피트 후기형 전면부
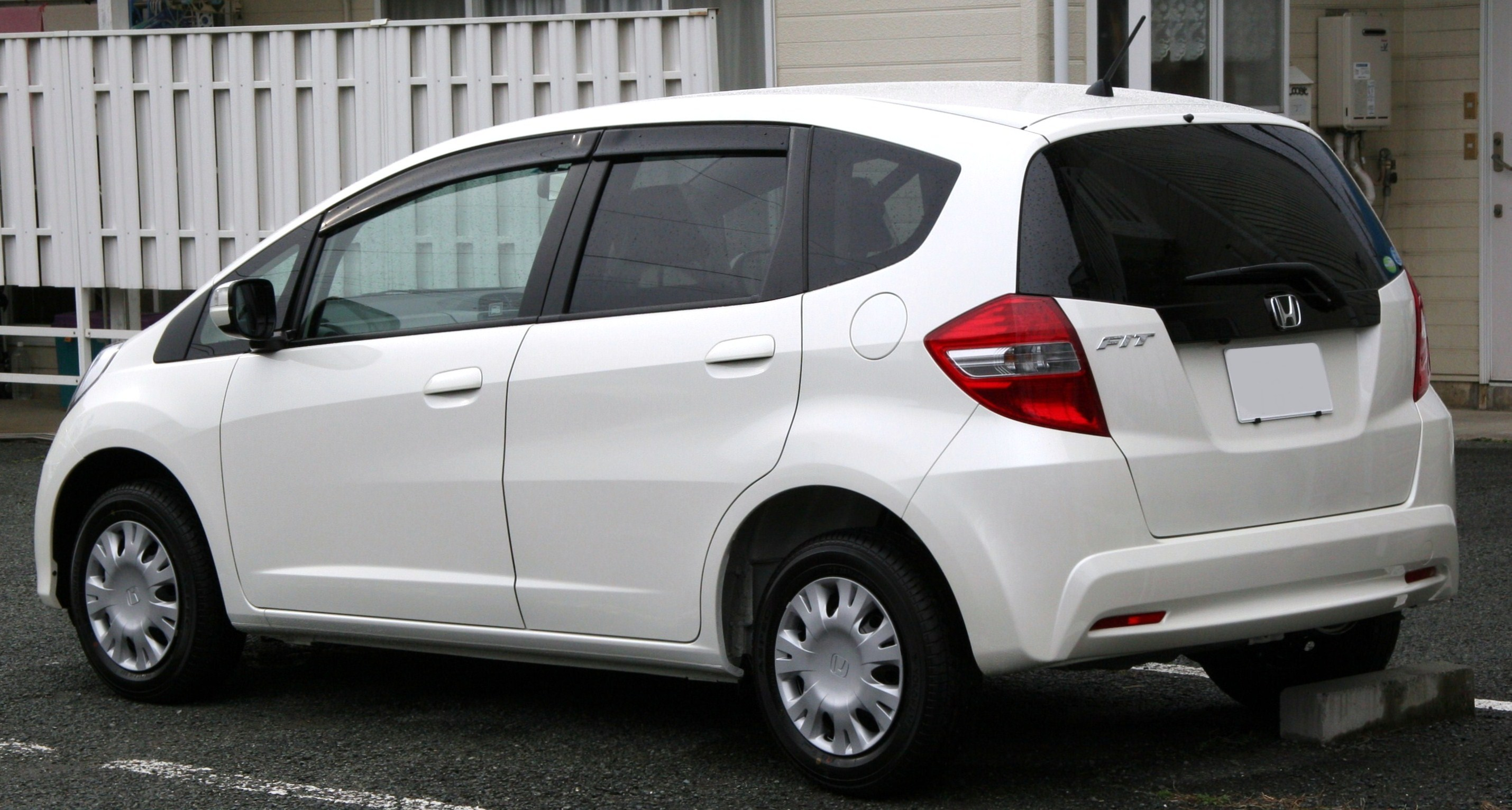
피트 후기형 후면부

## 3세대

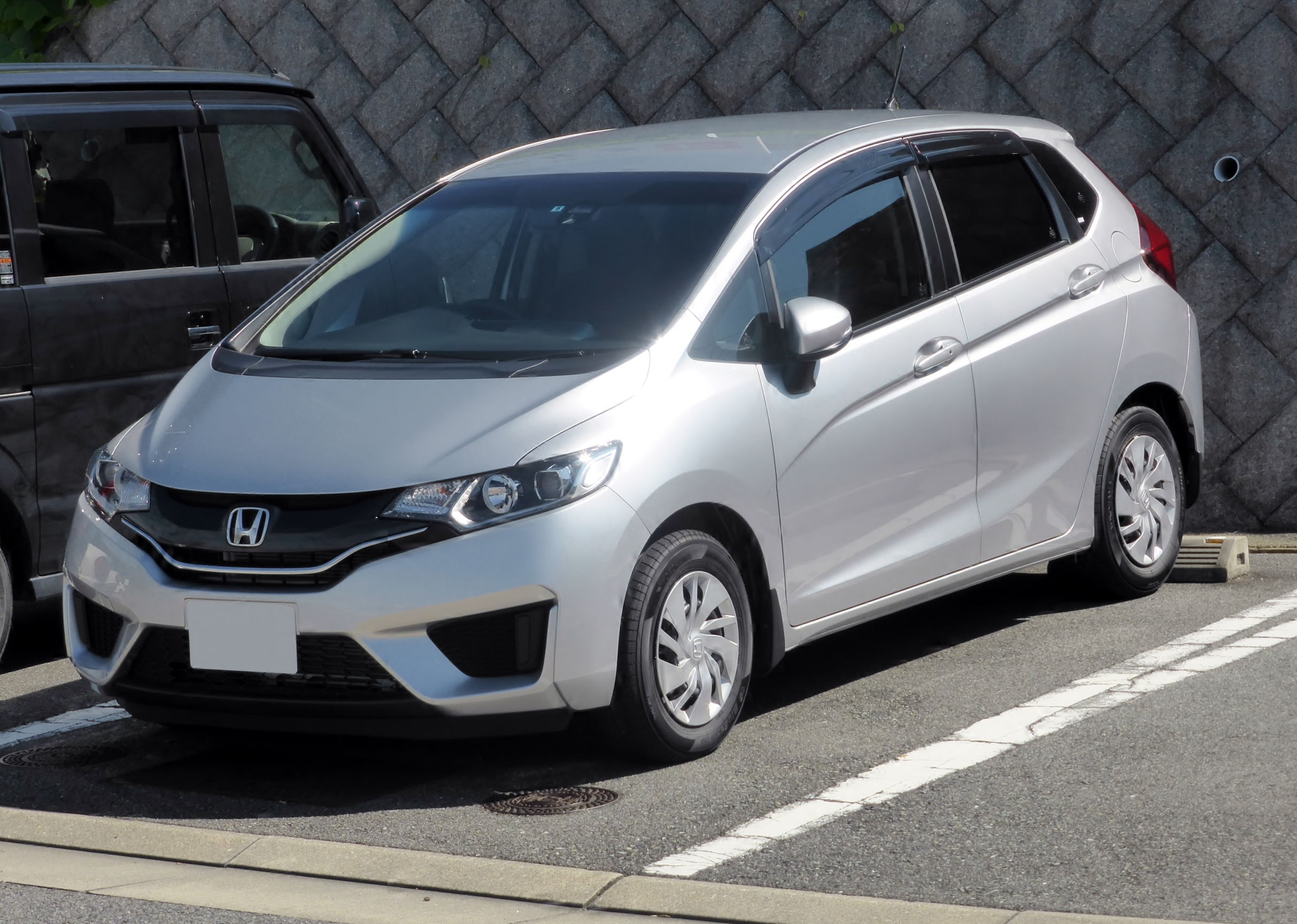
피트 전기형 전면부

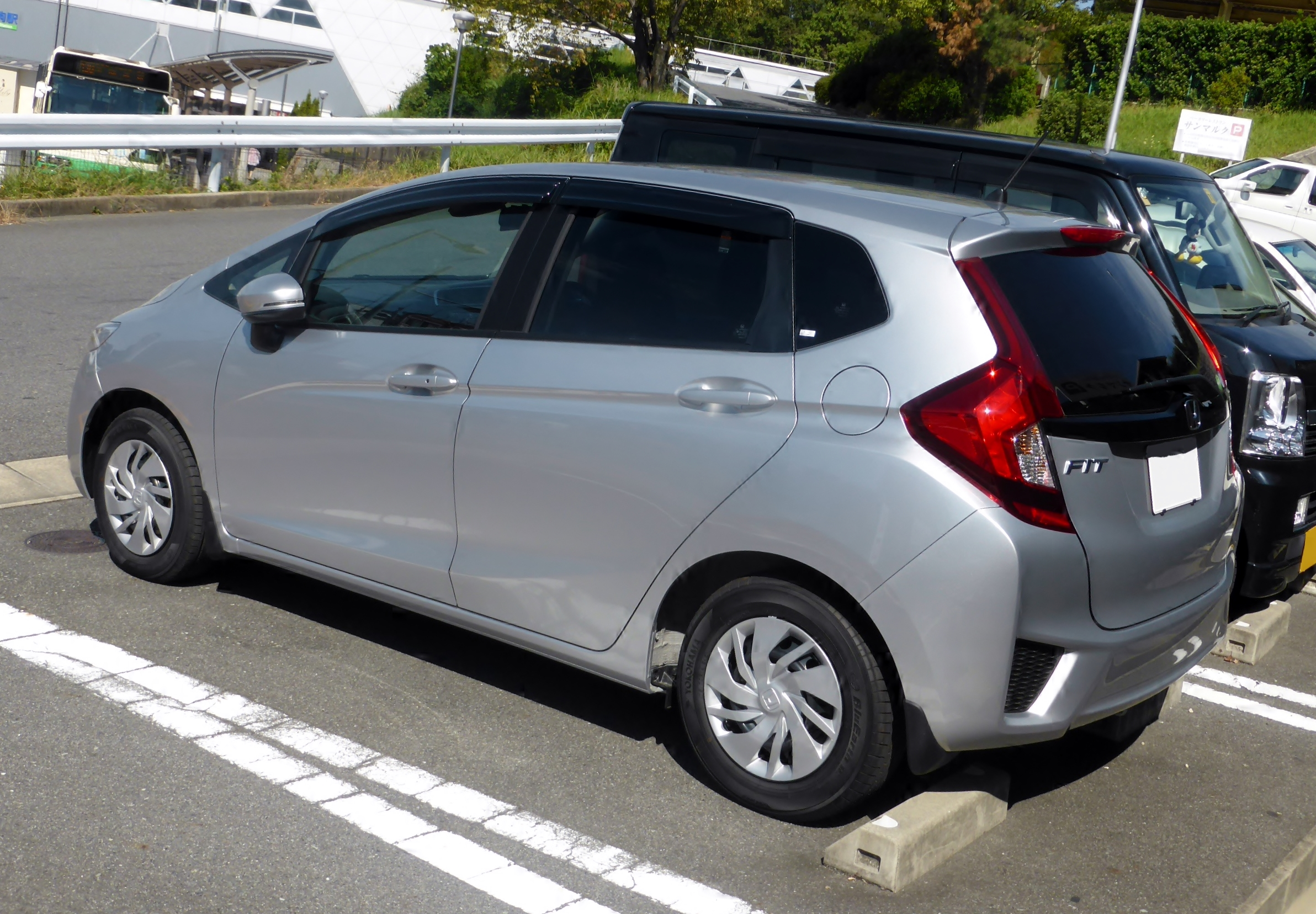
피트 전기형 후면부

2013년 7월 9일에 동년 9월에 발매할 예정이라는 내용이 밝혀졌고, 9월 5일에 정식으로 출시되었다. 세계의 콤팩트 카의 벤치마크에 어울리는 자동차를 목표로 개발하였으며, 초대의 설계 사상은 계승하되 파워트레인과 차체를 새로 설계함으로써 성능을 향상시켰다. 디자인 컨셉을 EXCITING H DESIGN이라고 정의하였고, 일본을 비롯한 글로벌 시장에서 혼다의 베스트셀러가 되는 것을 목표로 했다. 전폭은 선대 모델처럼 그대로 5넘버 사이즈를 유지하지만 전장과 휠베이스를 늘렸다. 파워트레인은 EARTH DREAM TECHNOLOGY를 도입해 전면 쇄신하였고, SOHC 엔진에서 DOHC 엔진으로 변경되었다. 1.3L 사양은 앳킨슨 사이클 방식의 L13B형을 탑재하였고, 1.5L 사양은 직분사 방식의 L15B를 탑재하였다. 플랫폼도 새로 설계되었고, 안전성도 강화되었다. 2014년에 북미형 모델이 북미 국제 모터쇼에서 공개되었으며, 멕시코에서 생산하였다. 2015년에는 유럽형 모델을 수출하기 시작하였다. 2017년 6월 29일에 마이너체인지를 거쳤으며, 안전 운전 지원 시스템 혼다 센싱을 새로 채용하였고 디자인을 일부 변경하였다. 2018년 7월 26일에는 전용 커스텀 파츠를 장착한 모듈로 스타일이 출시되었다. 2020년에 4세대의 모델 체인지에 따라 판매가 종료되었다. 북미 시장에서는 갈수록 떨어지는 소형차의 인기와 SUV의 부상으로 인해 이 모델부터 철수하였고, 동남아시아와 남미에서는 혼다 시티에 통합되었다. 그래서 4세대부터는 판매 시장이 일본과 유럽, 중화권으로 축소되었다.
HR-V(베젤)가 3세대 피트의 전륜구동 플랫폼을 공용한다.

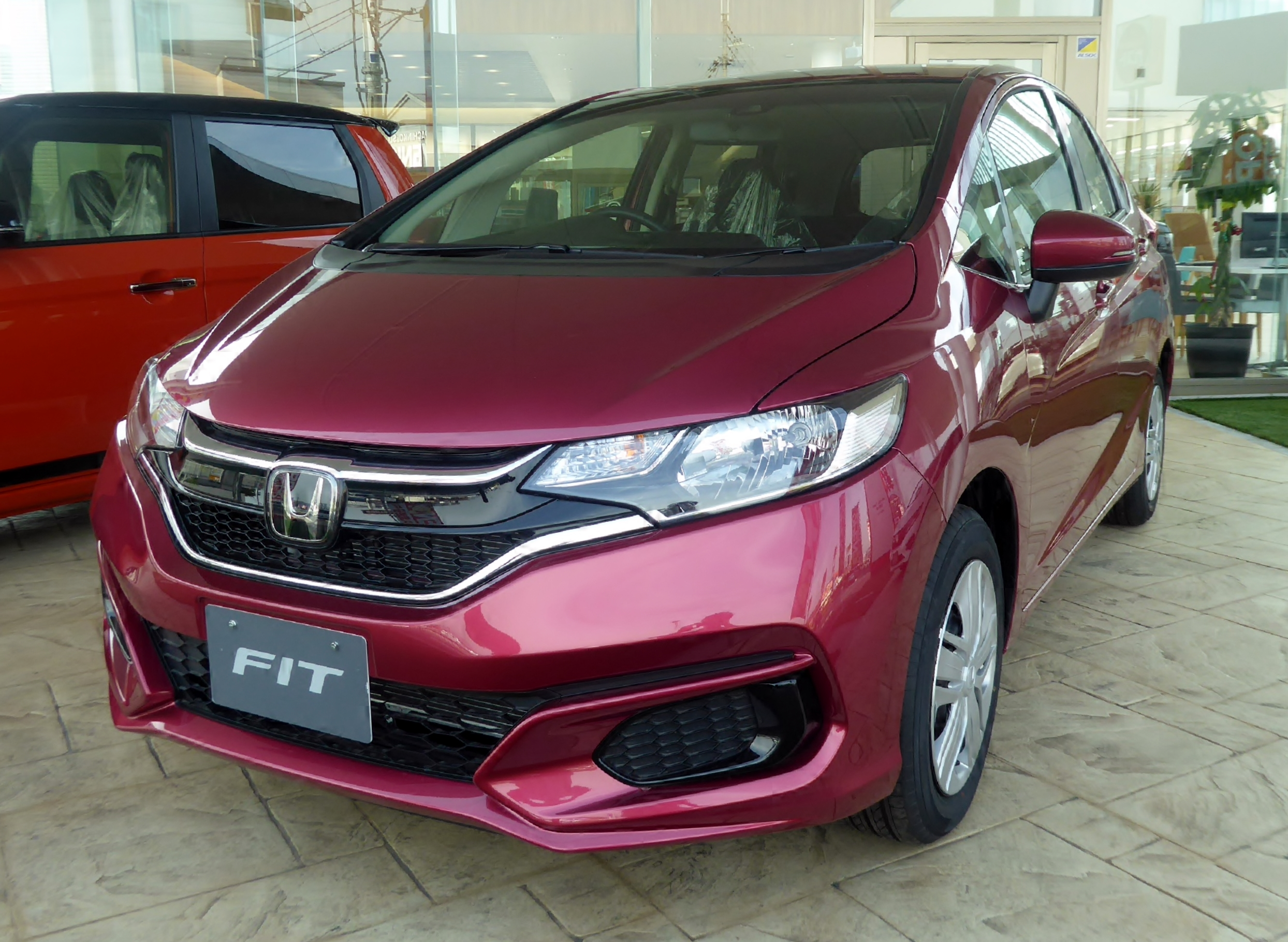
피트 후기형 전면부
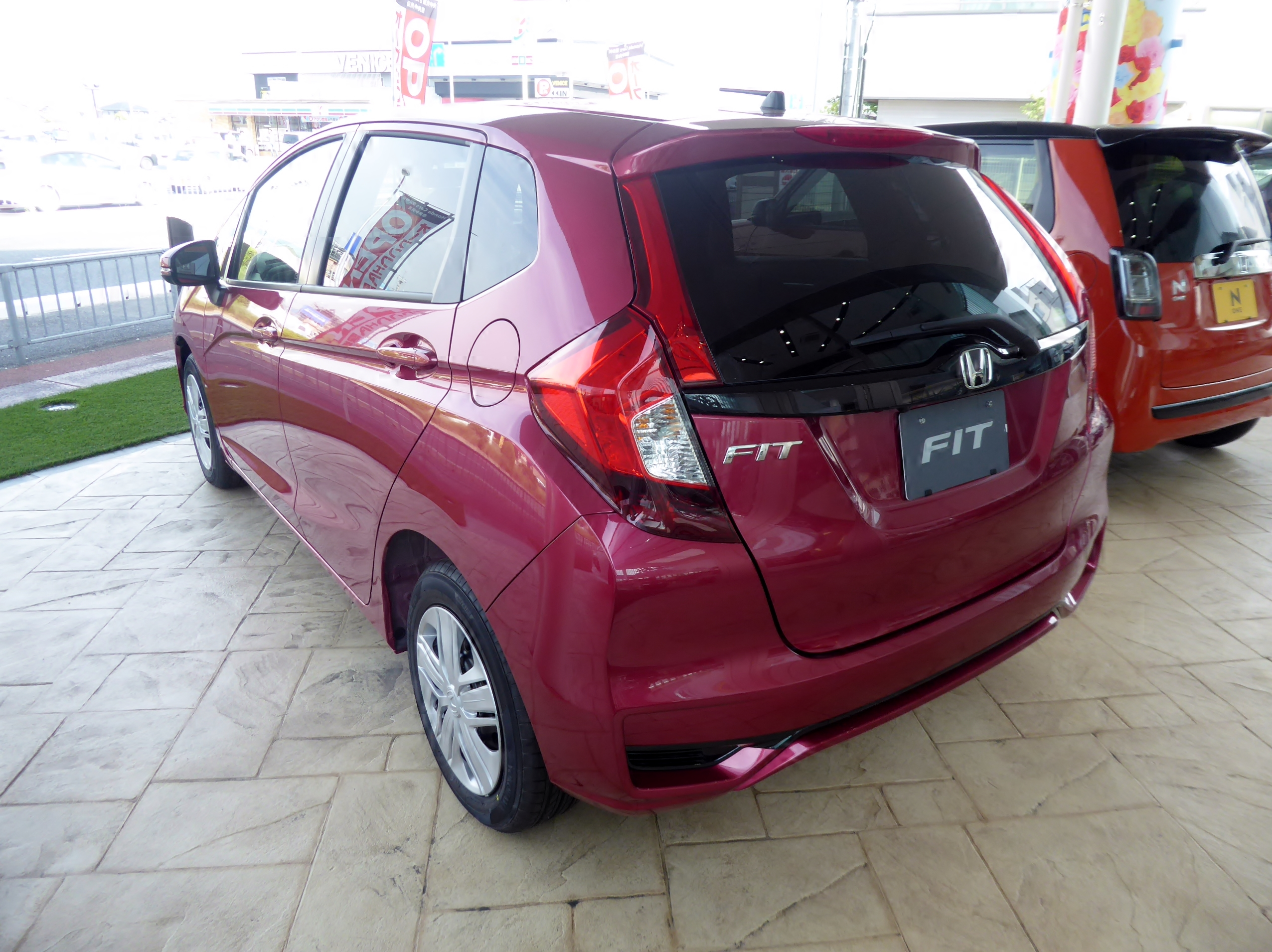
피트 후기형 후면부

## 4세대

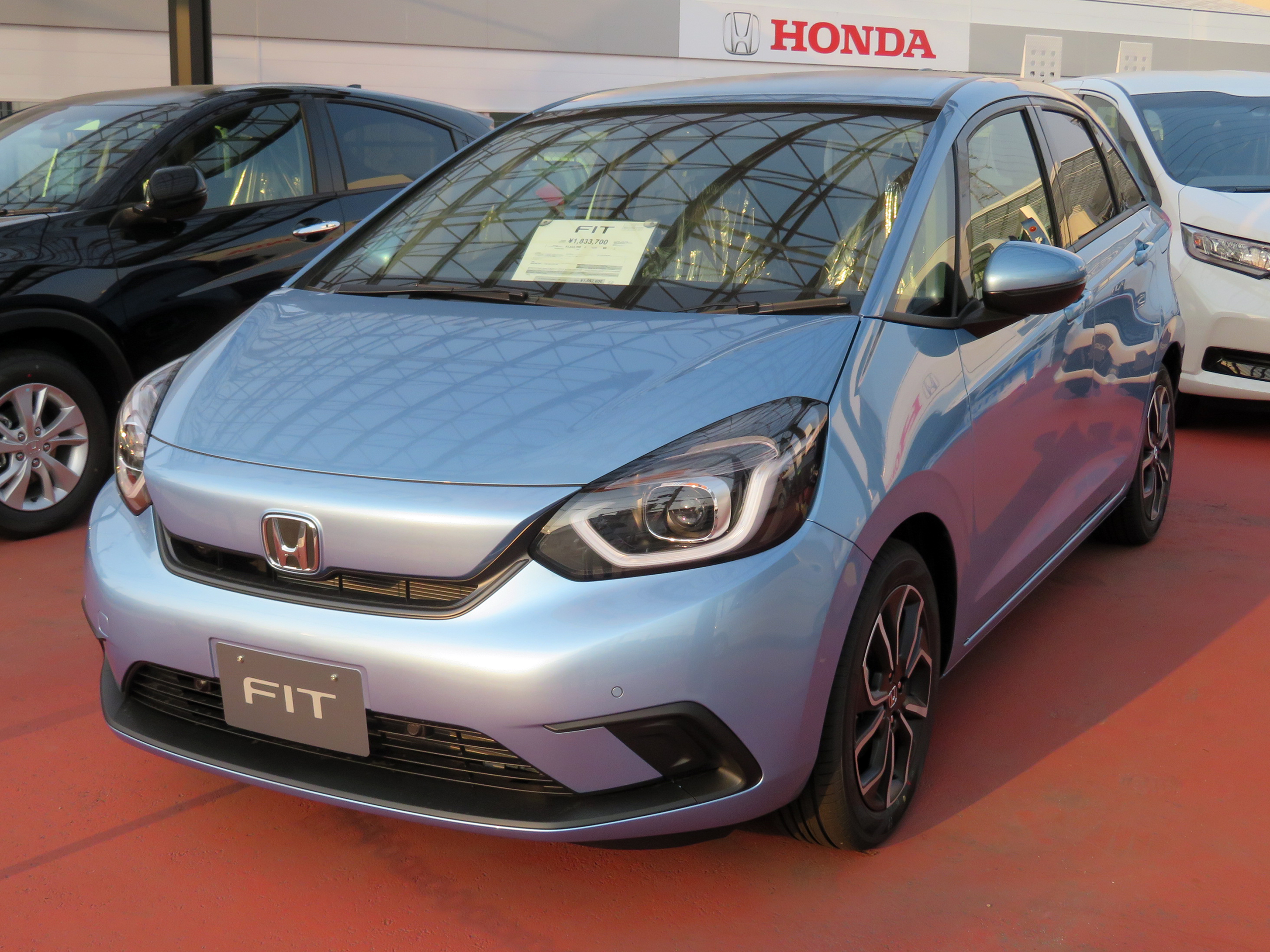
피트 전면부

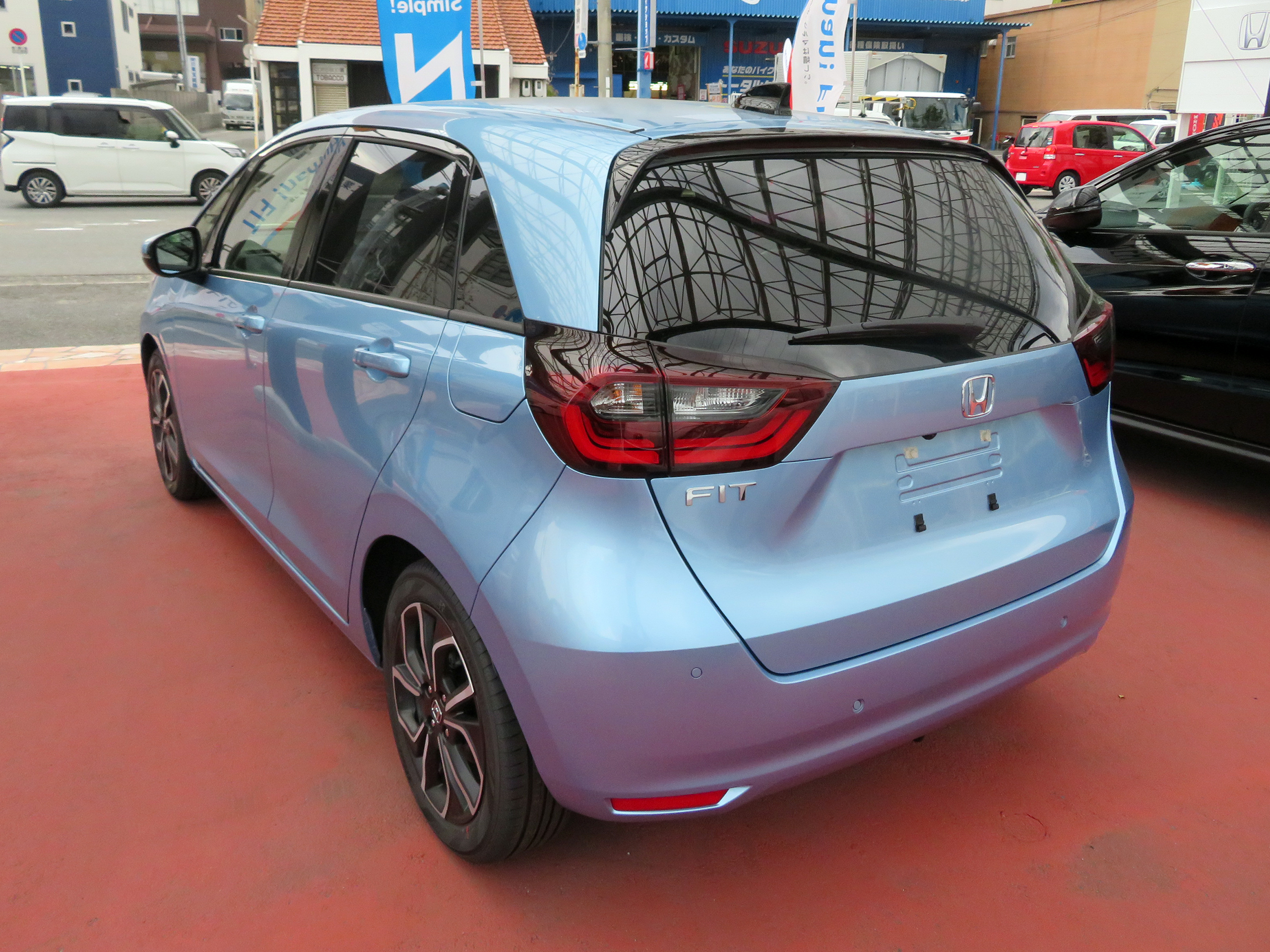
피트 후면부

2019년 10월 23일에 개최된 제46회 도쿄 모터쇼에서 공개되었고, 2020년 2월 13일에 출시되었다. 파워트레인은 가솔린과 하이브리드로 구성되었으며, 가솔린은 L13B형만 존재하고 하이브리드는 L15B형에 자사의 컴팩트 카 최초로 이중 모터 방식인 e:HEV가 채용되었다. 그래서 명칭도 기존의 피트 하이브리드 대신 피트 e:HEV로 변경되었다. 이 모델부터는 동급 최초로 전륜에 디스크 브레이크를 기본으로 장착하였다. 그리고 자사 내수용 모델 최초로 자동차 전용 통신 모듈인 Honda CONNECT가 탑재되었다. SUV풍으로 꾸민 크로스스타는 전폭이 30mm 확장된 1,725mm가 되어, 일반 판매용 피트 최초로 3넘버 차량이 되었다. 생산은 선대 모델과 달리 스즈카시의 공장에서 진행하고 있다. 2022년 8월 5일에는 전면부가 소폭 변경된 페이스리프트 모델이 발표되었다.
제원
| 구분                 | 1.3L L13B 가솔린      | 1.5L L15B 가솔린      |
| -------------------- | --------------------- | --------------------- |
| 전장                 | 3,995                 | 3,995                 |
| 전폭 (mm)            | 1,695                 | 1,695                 |
| 전고                 | 1,515                 | 1,515                 |
| 축거 (mm)            | 2,530                 | 2,530                 |
| 승차 정원            | 5명                   | 5명                   |
| 변속기               | CVT                   | CVT                   |
| 서스펜션 (전/후)     | 맥퍼슨 스트럿/토션 빔 | 맥퍼슨 스트럿/토션 빔 |
| 브레이크 (전/후)     | 디스크/디스크         | 디스크/디스크         |
| 구동 형식            | 전륜 구동             | 전륜 구동             |
| 연료                 | 가솔린                | 가솔린                |
| 배기량 (cc)          | 1,318                 | 1,497                 |
| 최고 출력 (ps/rpm)   | 100/6,000             | 132/6,600             |
| 최대 토크 (kg*m/rpm) | 12.1/5,000            | 15.8/4,300            |

## 경쟁 차종
- 토요타 - 야리스, 아쿠아
- 닛산 - 노트
- 마쓰다 - 2
- 미쓰비시 - 미라쥬
- 르노 - 클리오
- 푸조 - 208